# Biserica de lemn din Zalnoc
Biserica de lemn din Zalnoc se află în localitatea omonimă din județul Sălaj. Ea este datată din anul 1600 prin o presupusă inscripție ce a existat cândva de-asupra ușii de intrare. Același an este indicat și de șematismele Episcopiei greco-catolice de Cluj-Gherla drept an al edificării bisericii. Despre acestă biserică cât și despre istoria satului Zalnoc și a locuitorilor săi a scris preotul Ioan Buteanu, un împătimit cercetător al istoriei satului său. Lucrarea sa intitulată ”Din monografia satului Zalnoc”, publicată în mai multe numere ale ziarului Plugarul editat la Șimleu Silvaniei a constituit o inițiativă pe cât de rară la acea dată pe atât de importantă și apreciată. Având hramul ”Sfinții Arhangheli Mihail și Gavril”, biserica se află înscrisă pe noua listă a monumentelor istorice sub codul LMI:  SJ-II-m-B-05143.

## Istoric
În paginile ziarului Plugarul, editat la Șimleu Silvaniei între anii 1923 și 1926 a fost publicat studiul monografic întocmit de preotul Zalnocului Ioan Buteanu. Considerată în anul 1925 a fi ”o rară oglindă asupra vieței satelor noastre românești despre cari aproape nimic nu s-a scris”, lucrarea preotului Buteanu avea să fie propusă Academiei Române pentru publicare iar drept dovadă a valorii sale avea să câștige în cursul aceluiași an un premiu de 1.200 de lei. Cuprinzând informații inedite despre satul și locuitorii Zalnocului, lucrarea amintită surprinde evoluția istorică a bisericii de lemn din localitate precum și o descriere detaliată a edificiului de cult, a dotării și a picturii sale interioare.

### Descrierea bisericii publicată în anul1924în ziarulPlugarul

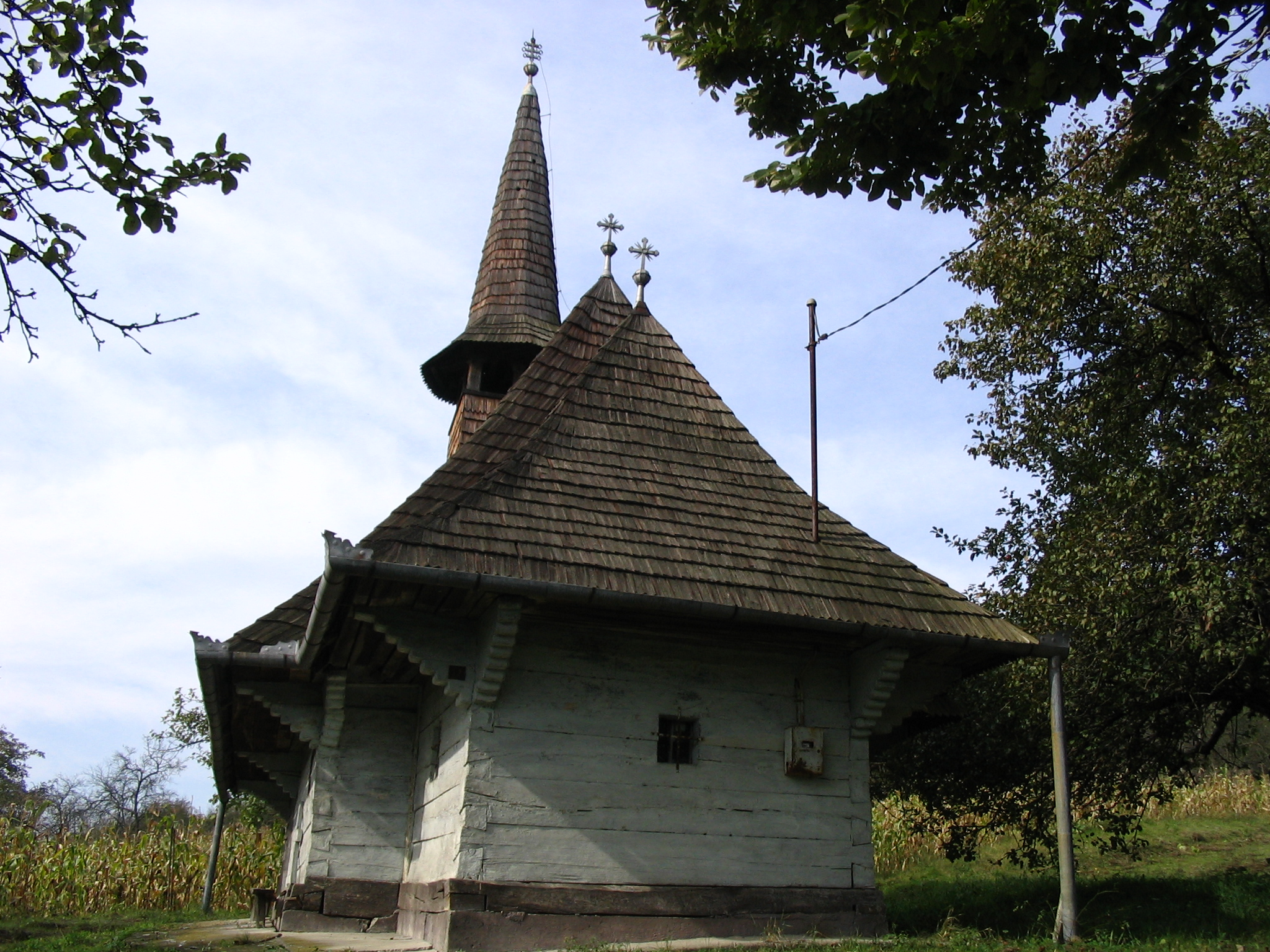
Biserica de lemn din Zalnoc. Foto: 2005

Zalnocul în harta iosefină, 1769-1773. În partea de nord a satului este marcată biserica de lemn.

Harta satului Zalnoc întocmită între anii 1819-1869

Harta satului Zalnoc întocmită în anul 1872

”Românilor în iobăgie nu le era slobod a-și zidi biserică numai afară ori la un capăt de sat. Știm, că biserica a fost clenodiul cel mai scump al românului în vremea grea a negrului feudalism, când românul era considerat de un slugă nimernic, a cărui viață depindea dela voia nobilului străin și de limbă și credința sa; singur biserica cu rugăciunile ei bogate și frumoase i-a fost unica mângâiere. Așișderea soarte aveau și preoții români, care erau socotiți cu iobagii și erau datori de a da anual robotă și alte servicii pe seama stăpânilor. La 1594 în ”urbarium” cetăților Șimleu se zice că preoții români sunt datori a da un ciarșaf (lepedeu) de lână (culcitra lanea) la domni. Ei trăiau din lucrul câmpului. Înainte de 1700 de sigur au fost de legea orientală și se dă cu socoteală că fiind puțini și săraci au avut o biserică de lemn, pe care turcii o-au nimicit. De la 1666 până la 1700 n-au avut biserica după cum spunea preotul Vasile Muste (1823) și numai sub un măr se adunau și aveau un clopot în crengi, aicea se rugau în Dumineci și sărbători. Matriculele reformaților de aici, la 1800 spun apriat, adecă se află scris în ele că înainte de 1798 au locuit numai români și numai mai târziu s-au așezat câtiva reformați. La 1605 sinodul reformat ținut în Careii-mare a trimis de preot pe Moisă Katai la Zalnoc. Aici este a se înțelege orașul Solnok, deoarece reformații nici când nu au avut biserică și chiar credincioșii de azi fiind puțini se roagă la o casă privată. Românii înainte de 1770 erau când uniți când neuniți, stabil s-au unit la 1780. Azi au o biserică de lemn de legea greco-catolică, este cam la mijlocul satului și a fost făcută de iobagi și de meșterul ”Petre”, din goroni tăiați din același loc, căci era codru în jur. Azi îi zic Codrișor la dealul din sus de biserică. Biserica e de 12 metri de lungă, 5 lată fără târnațiu; cu turn cam scurt cu păreți scunzi care sunt numai din șase bucăți de scânduri late de goron prinse în crestăruri. Pă păretele din afară este o cruce de lemn prinsă cu cuie de lemn în părete și se zice că acolo e îngropat un preot. A fost acoperită totdeauna cu șindilă, mai de mult cu șindila lată de fag de un metru lungă, bătută cu lețuri de plop cu cuie țigănești cu ciapsă (De acestea sunt câteva și azi în podul bisericei). Profesorul Fetzer călugăr minorit din Șimleul Silvaniei, zicea că e zidită după forma bisericei celei vechi din Bănișor, care la 1241 deja a existat când a venit tătarii. Așa spunea preotul bătrân Moldovan. Biserica din Bănișor a fost loc de rugă (ca și o mănăstire) a Sălăjenilor. Despre biserica din Zalnoc a scris profesorul de la Universitatea din Budapesta Géza Czirbusz călugăr piarist în anul 1900 în foaia ”Magyar állam”. Pe lângă biserica de mult a fost cemeteriu, așa se deduce pentrucă când au făcut fântâna preotului, în mai multe locuri au aflat tot oase de om. Locul unde stă biserica l-a dat baronul Kemény dela Chiejd, ai cărui erezi, au voit să-l ia și să-și mute biserica de acolo, neascultându-l, baronul și-a băgat porcii noptea în biserica, ziua îi purta la ghindă în pădurile lui, la urmă l-a lăsat bisericei așa spunea învățătorul bătrân Laurențiu Hosszu. Clopotele bisericei sunt mai tinere decât biserica. Clopotul cel mare la anul 1839 a căzut jos din turn și s-a crepat, când la tras după moarta Marchiș Floare. L-au trămis să-l toarne din nou dar Tășnădani l-ar fi schimbat pentrucă avea resunăt frumos și așa cred că și azi se află în turnul bisericei reformate ori catolice din Tășnad. La anul 1841 au cumpărat clopotul cel mare pe care l-a tras în turn George Domocoș (Ghiurca Nuchi) un om sărac ce tocmea puște și pistoale. În 1907 când a lovit fulgerul săc biserica, la crepat puțin. Acest clopot s-a recvirat s-a recvirat pentru armată în 1917; a avut greutatea de 50 de kilograme. Pe clopotul cel mic este gravat cu litere cirile: ”acest clopot s'au vârsat spre lauda sf(in)tei Troițe în anul 1768”- clopotul cel mic l-a cumpărat un om ce a căzut în robie grea și a făgăduit că va cumpăra un clopot de ”șugubjină” adeca de întoarcere de vreme grea, căci împrăștie norii. În anul 1922 poporul a strins bani, s-a luat un clopot nou de 44 kilograme dela fabrica Schieb din Sibiu cu 4000 lei, s-a sfințit cu mare solemnitate astfel azi iarăși avem două clopote cu un resunet armonios. Despre clopotele din satul bătrân a fost vorba la istoria satului. În anul 1907 luna Iunie seara la 9 ora a trăznit un fulger săc în turnul bisericei, vecinii spun că iera vreme cu stele, s-a auzit o tunătură groaznică și pe turnul bisericei vinea în jos, asvirlind în bucăți subțirele șindila – un măr roșiu – care s-a scoborât printre clopote, apoi s-a despărțit în 3 bucăți o parte a crepat boltitura de goron din naia bisericei și s-a scoborât în biserică unde a lovit icoana ce o sărutau bărbații și s-a aprins vălul cel subțire, apoi a eșit prin fereastra dela altar făcând în ea o gauriță mică, - cealaltă parte a eșit pe sub turn prin șindilă, a treia bucată a crepat goronul cel gros ce ține turnul și s-a scoborât în tinda muerilor și a eșit pe subt ușe. În biserică cât stat a făcut un sgomot grozav par că mergea un car cu cai pe un pod. Adunându-se vecinii, focul mic l-au stins cu lapte. Biserica s-a reparat în 1908. 
Meșterii s-au temut a se sui pe turn ca nu cumva să se în boarde cu ei a Muierile vorbesc că pentru aceia a trăznit biserica și icoana; că Torțian Oană a făcut ștergura pe care o-a cusut în ziuă de Marți între tunete. Aceasta ștergură a fost pe icoana aceia care o-a lovit fulgerul”.
”Păreții bisericei pe din afară sunt lipiți și spoiți cu var, în lăuntru bisericei pe păreții de bârne e trasă pânză, pe care sunt diferite chipuri zugrăvite. Altarul bisericei e de 2,1/2 metri lung și de 3 metri lat, în el este o masă simplă pe 4 picioare, bătrână din cele veacuri, cu un chip nou. Acesta e pristolul. Poprul crede, că subt aceasta este ascunsă o căldare de bani a nobililor, alții zic că preotul Muste fiind bogat a pus subt altar o căldure de bani. Masa proscomidiei stă din o scândură acoperită cu o față lagiată. Altarul are două ferestri mici, pe păreți sunt zugrăviți patriarchii Alessandru, Petru, Ioan, Macarie și îngroparea lui Christos; are două uși, una împărătească, care se deschide în două laturi, pe cealaltă umblă sfeții, mai sunt două scaune și 10 rânduri de haine bisericești mai toate nouă, zece feștnice și cărți preoțești. Naia bisericei (a bărbaților) e de 5 metri lată și lungă are 2 fereștri, 2 străni făcute cu cheltuiala lui Oros Mitru, tot aici e corul fetelor. Pe lângă păreți sunt lavițe pentru bătrâni. Pă păreți sunt zugrăvite chipurile sfinților: Domițian, Teofil, Gaius, Siberian, Sacerdon, Uleric, Cadis, Domos, Melig și alții. Pe boltitură e reprezentată toată viața lui Christos. Lângă iconostas sunt 4 chipuri vechi cari se pot lua jos: sf. Nicolae, sf. Maria, Domnul Christos și Michail Arhangelul. Pe iconostas sunt chipurile prescrise după ritul oriental, mai multe cununi o mulțime de icoane nouă și o icoană portativă pentru procesiuni, mai sunt cinci prapori, 2 cruci, un fesnic mare și cărțile cantorilor. Tinda muerilor e fără ferestri, de 3 metri lungă și de 5 metri largă, aicea e un scaun pentru preoteasă și dăscăliță. Pe lângă păreți sunt scaune plătite, o laviță pentru bătrâne și o mulțime de chipuri nouă. Chipuri vechi cu rame sunt numai 4. Domnul Isus, sf. Maria, Patriarchul Ioan, Arhangelul Găvrilă. Interesante sunt chipurile cele vechi de pe păreți: pe un părete este reprezentat ”județul”, cu ingeri cari țin tablele legii și cari în trâmbițe chiamă morții la judecată. Un înger ține în mână tabla legii, altul cartea județului, apoi urmează iadul , care reprezentă un bălaur cu gură mare de jos până-n sus. Din gură ies draci mulți și foc. Sunt înșirate păcatele muerilor și osânda, care o primesc pentru faptele lor. Muerea care a făcut să n-aibă prunci, o mușcă șierpi de piept; muerea stearpă are un șerpe la brâu, iară care a jurat strâmb e spânzurată de limbă, care își suduie părinții e spânzurată de spinare; iar ceia ce ascultă la fereastra altora satana o trage cu cleștele de ureche; care face vraciuri pe vaci, are un sitar la cap. Omul ce ară mejdiile altora e prins la plug iar un drac apasă de grindei, altul ține de coarne; morariul care ține măsură hamișe poartă pe cap o piatră de moară; satana arde cu foc ochii și limba aceluia care din răutate a judecat pe altul. Dracii fac foc sub judecătorii răi; pe curvari îi inpung dracii cu furcoaie de fer; omului care nu vine la biserică și doarme acasă; un drac îi stă la cap altul îi face foc la picioare; pe cel ce dohănește până popa îi în biserică dracul îl zdrobește; mincinosul are un vas cu apă înaintea lui și îi este sete dar nu poate bea. Reprezentațiunile aceste ale iadului le închide moartea care în o mână are o coasă, în alta o greblă. - Pe păretele din fund este icoană celor 10 fete fecioare cu candele. – După ușa bisericei la scara turnului este ”lenea”, închipuită prin o femeie grasă despletită care doarme șezând pe un scaun și îi cade fusul și furca jos. Biserica se pare că e cam de o vrâstă cu ceia din Derșida mică și a fost pictată de zugravul Nichita în 1772 care a pictat și biserica din Derșida mică cum dovedește o inscripție. Biserica e foarte mică. A sosit timpul să se zidească alta nouă pentru care în centrul satului aproape de scălzile minerale s-a primit cu ocasiunea exproprierei, o grădină, iar alta pentru căși preoțești. Are matricole dela 1795 despre care poporul credea că au ars încă pela 1850 dar s-au aflat în parochia Doh de unde preotul Ioan Butean le-a adus în 1893 în aceasta matricolă se află copiate toate circulările episcopilor dela Blaj ale K. Guberniumului, vicarilor, protopopilor, orânduielele civile dela 1823-1856 legibil și frumos, cu litere cirile de preotul Vasiliu Muste”.

### Istoria recentă
Despre istoria recentă a bisericii aflăm din documentul înrămat, așezat la trecerea dintre pronaos și naos. Astfel, aflăm că în anul 1980, biserica a fost reparată de către credincioșii din Zalnoc, pe cheltuiala și cu munca lor. Fundația a fost refăcută din piatră, ciment și fier beton. Cu această ocazie au fost schimbate și tălpile cu altele noi, de stejar, au fost înlocuiți și din corni, au fost înlocuite lețurile stricate de la acoperiș, stâlpii de la turn și grinzile de sub turn. A fost acoperită cu șindrilă de brad cumpărată de la Oneț Ispas din Huedin și impregnată cu uleiuri la Tileagd, județul Bihor. Lucrarea a fost executată de meșterii Santa Vilmos, Kirei Adalbert, Gabor Andras, Kocsis Mihai și Ersek Stefan, toți din Sărmășag care s-au târguit a face lucrarea pentru 15.000 lei plus cazare și mâncare de la credincioși. Pentru că au lucrat foarte repede și foarte bine, poporul i-a mai renumerat, benevol cu încă 15.000 lei.
Dușumeaua a fost făcută din scândură de brad, la fel și masa altarului și masa proscomidiei și tetrapoadele și lavițele. Trotuarul din jurul bisericii a fost făcut de către Balint Gh., Molnar Șt., Mocan T. și Chiș T. pentru suma de 3.000 lei, materialul fiind pus la dispoziție de către biserică. Crucea de pe turn a dat-o Răcășan Gheorghe cu soția Floriță, născută Rus, costând 600 lei, crucile de pe acoperiș, de-asupra altarului le-a dat Cadar Vasile și soția Floare, [...] Nelu tot cu 600 lei. Binecuvântarea bisericii a avut loc la 19 octombrie 1980 de către protopopul Șimleului Tăutu Victor și parohul local Pop Alexandru. La strană a cântat absolventul de teologie și candidat de preot la Zalnoc, Pop Ioan originar din Bălan, județul Sălaj. Cântăreț bisericesc a fost A[....] Traian și prim epitrop a fost Alesuțan Liviu.

## Imagini

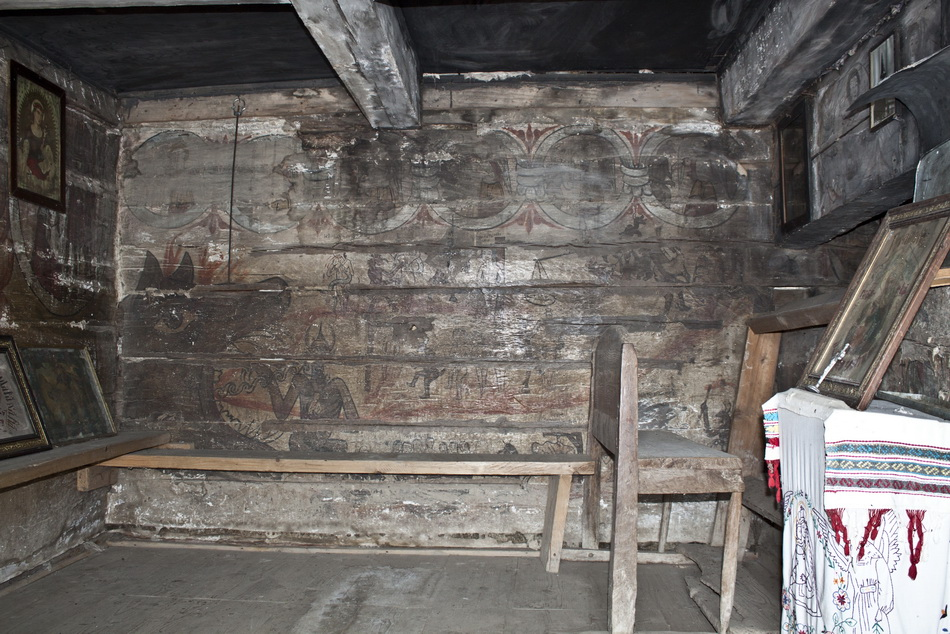
Peretele de nord al pronaosului, Judecata de Apoi
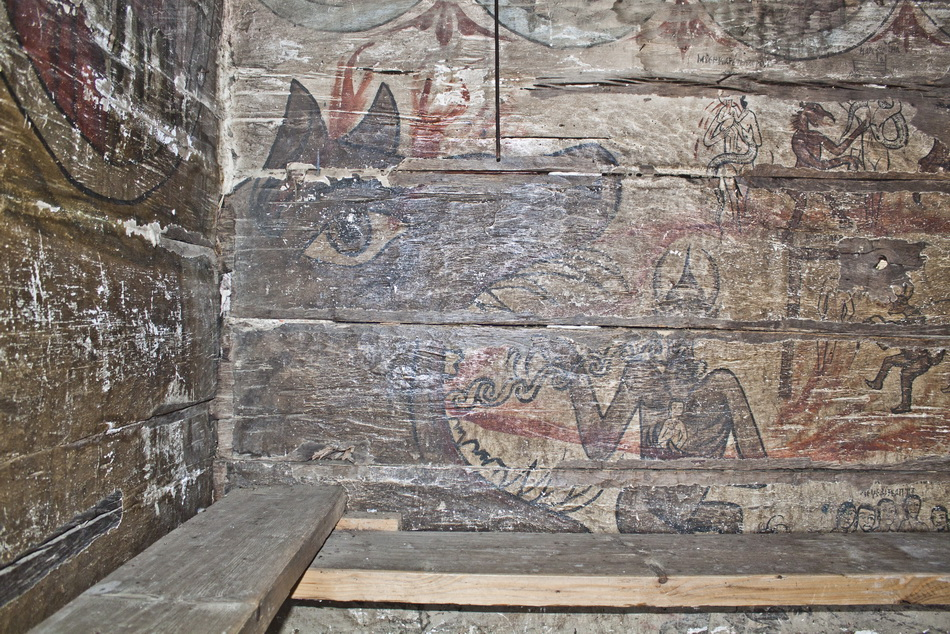
Judecata de Apoi - detaliu
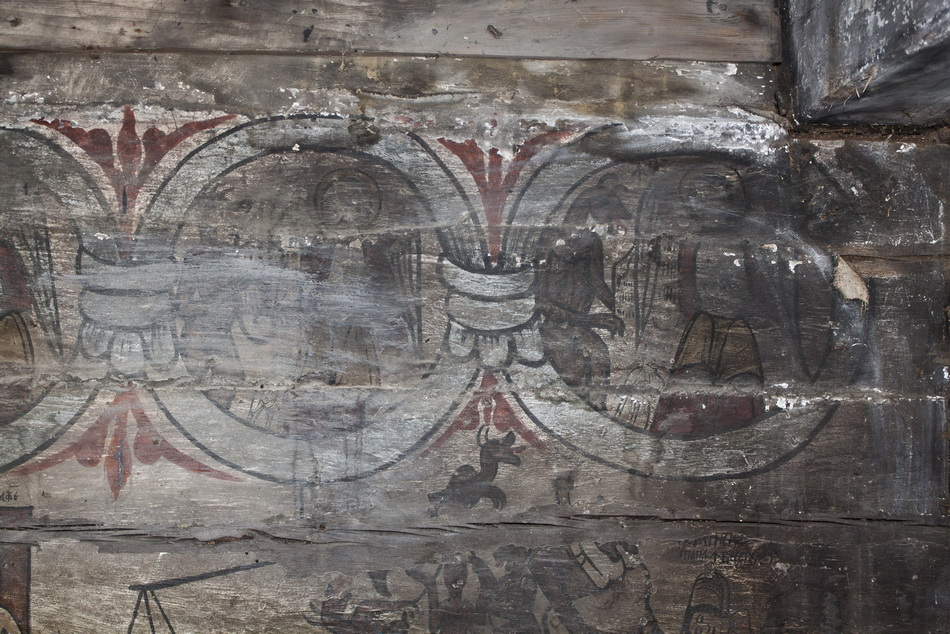
Judecata de Apoi - detaliu
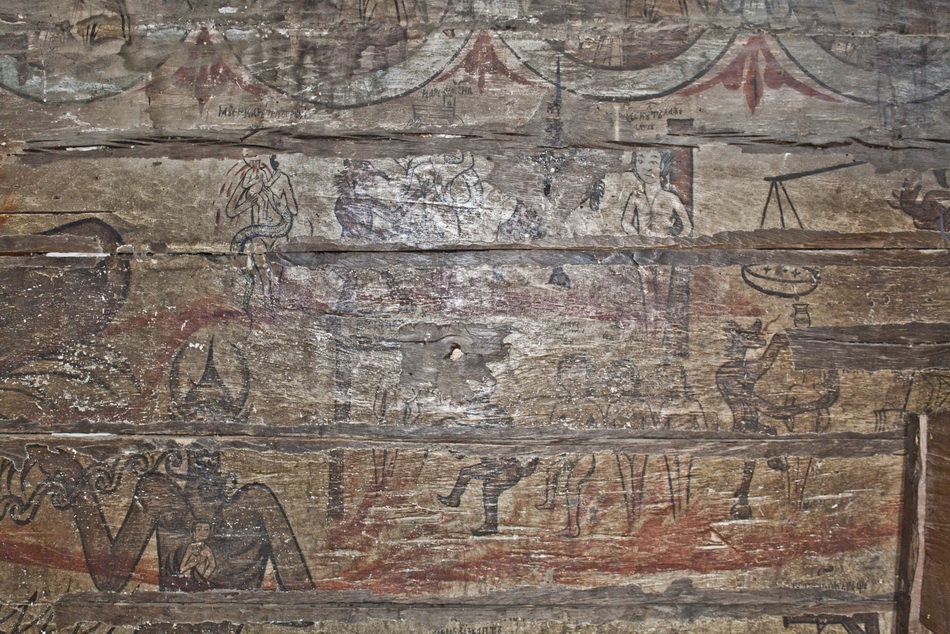
Judecata de Apoi - detaliu
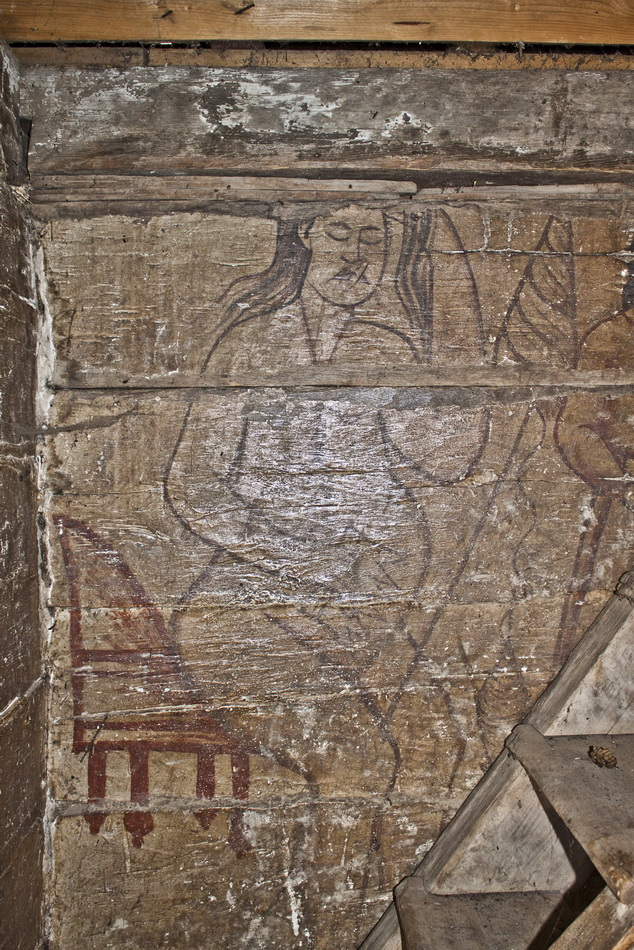
Lenea
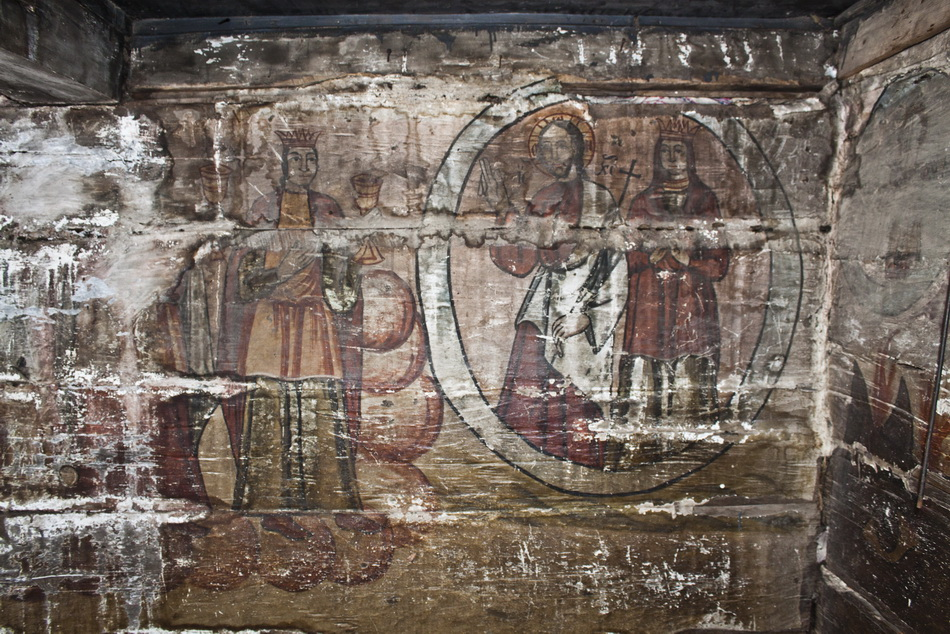
Isus Hristos întâmpinând fecioarele înţelepte
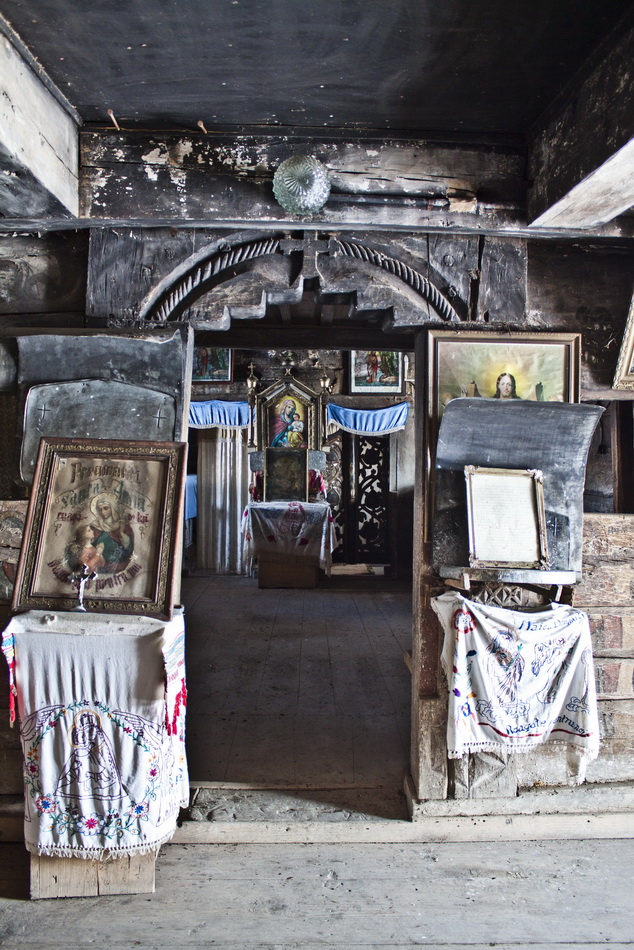
Trecerea din pronaos în pronaos
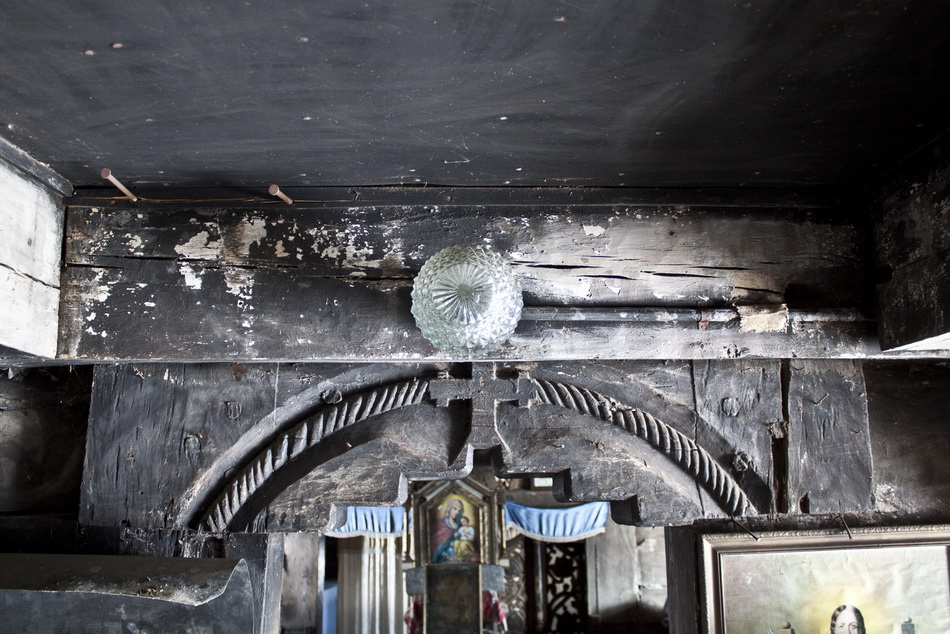
Detaliu portalul interior
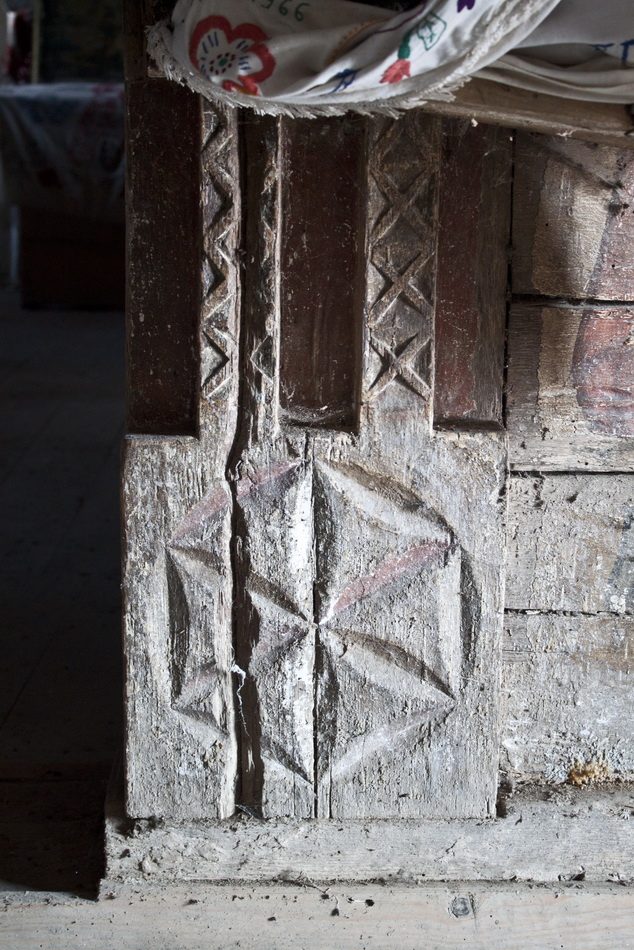
Detaliu portalul interior
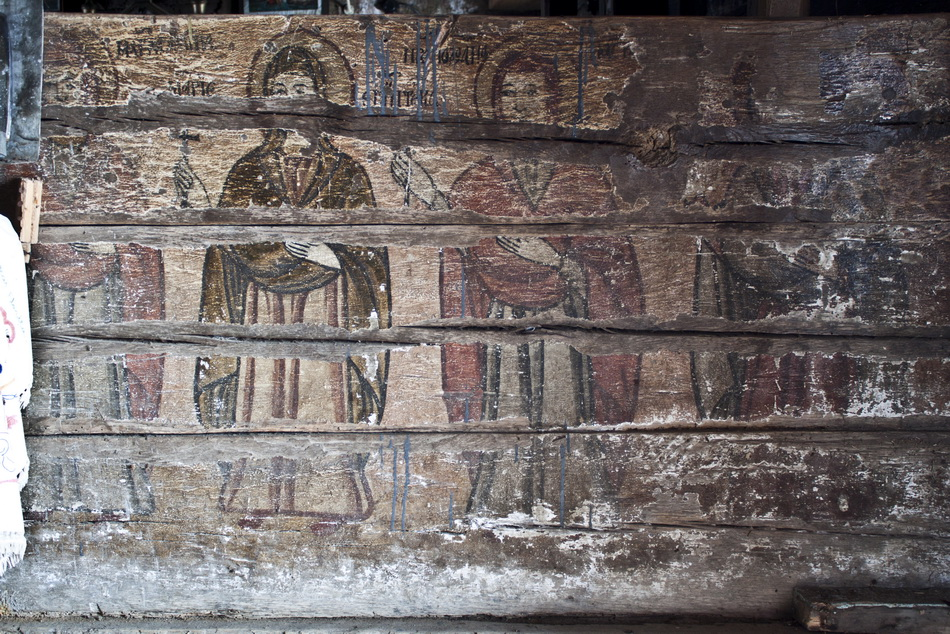
Sfinte pictate pe perete ce desparte pronaosul de naos
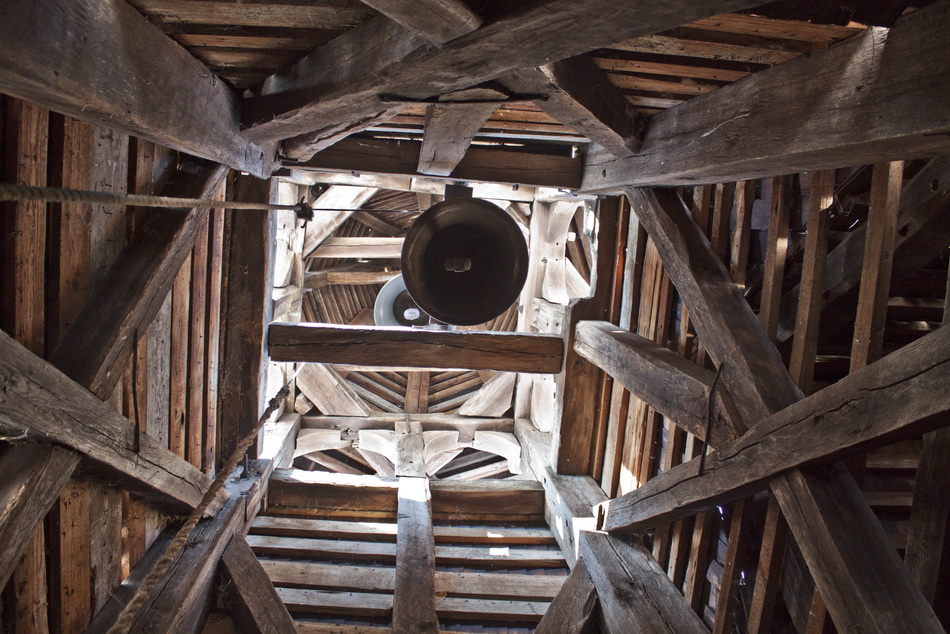
Turnul clopotniţă
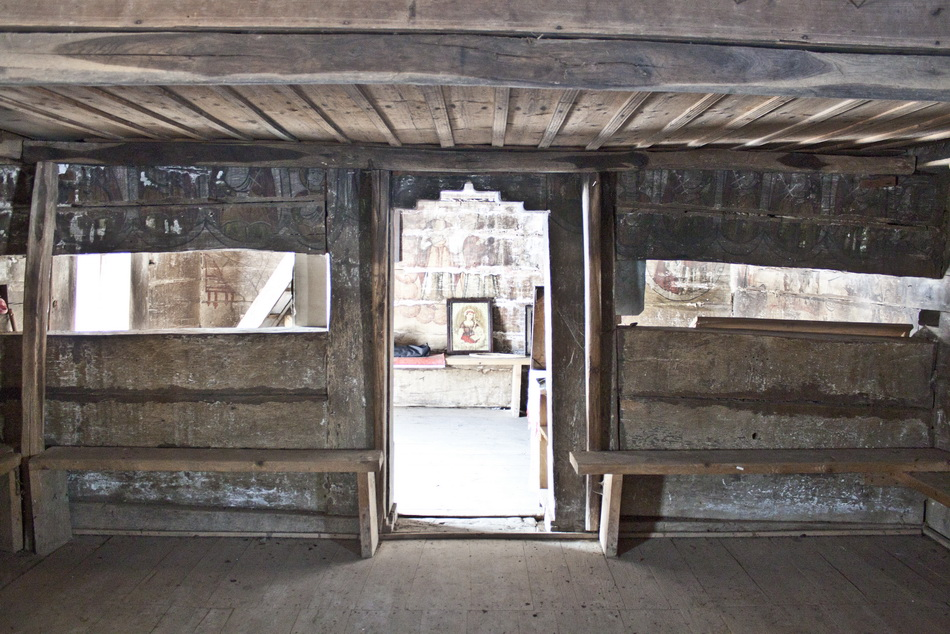
Vedere din naos spre pronaos
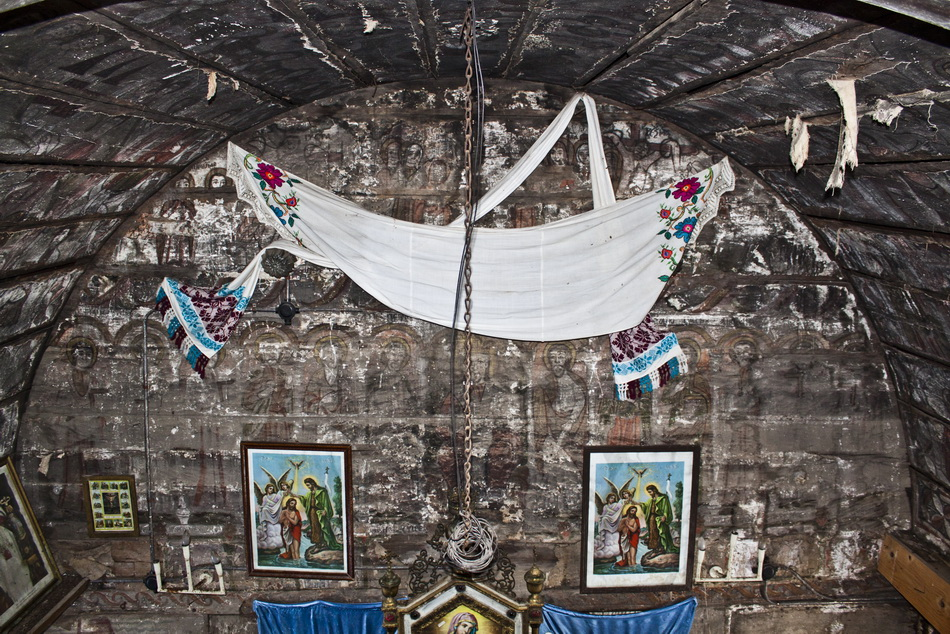
Iconostasul
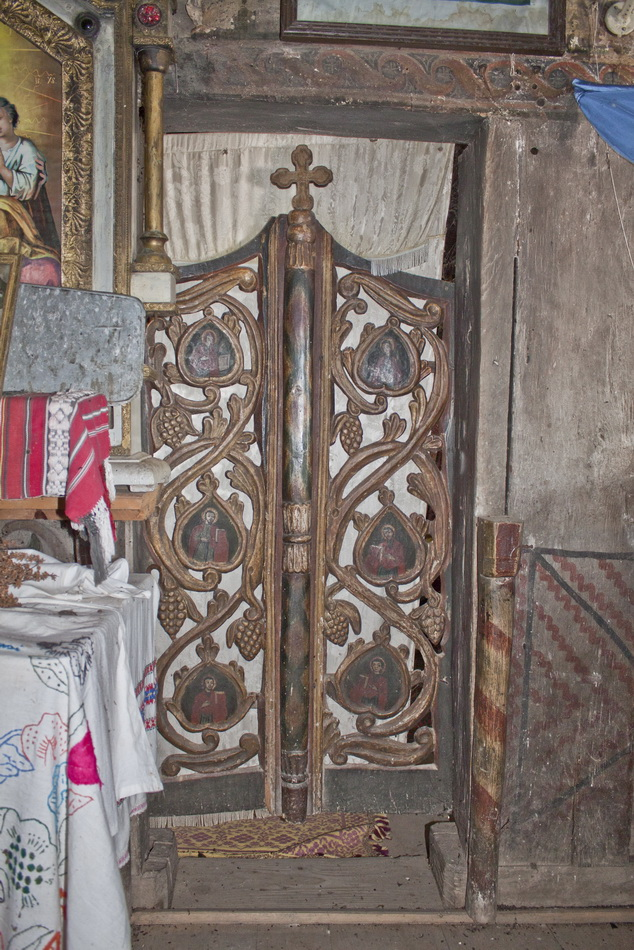
Uşile împărăteşti
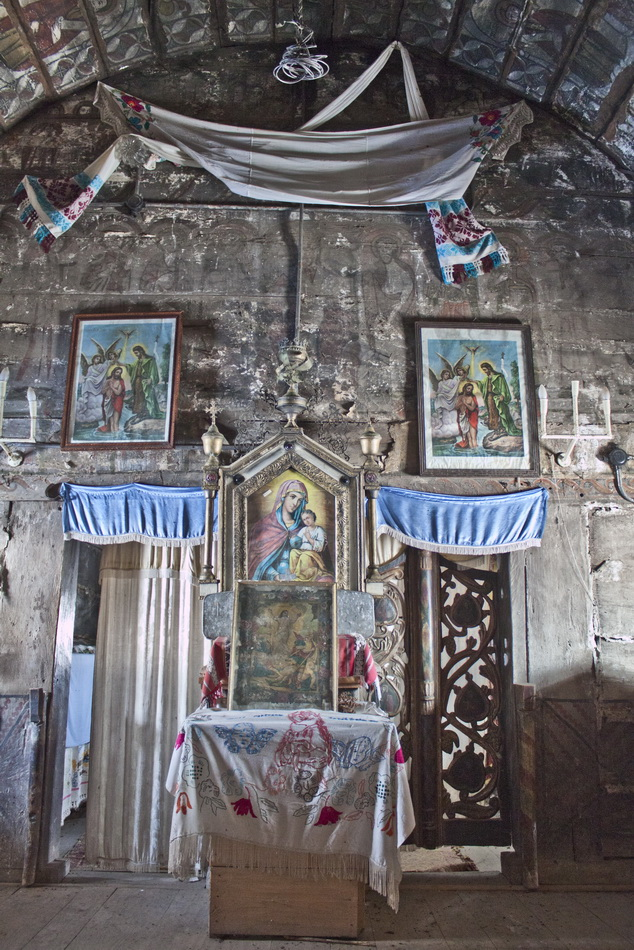
Vedere din naos spre iconostas
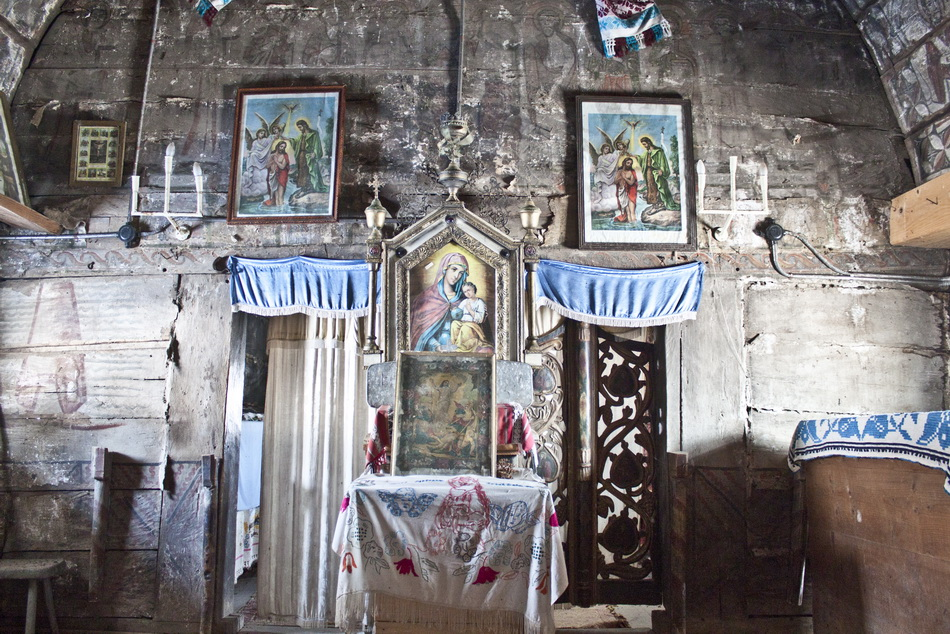
Cele două deschideri spre iconostas
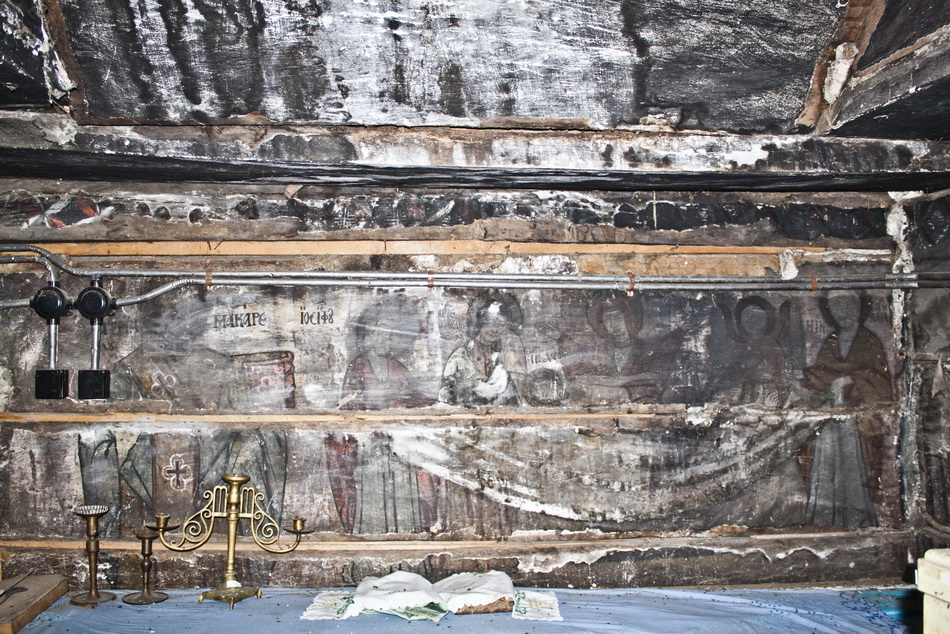
Punerea în Mormânt - fragment din pictura absidei
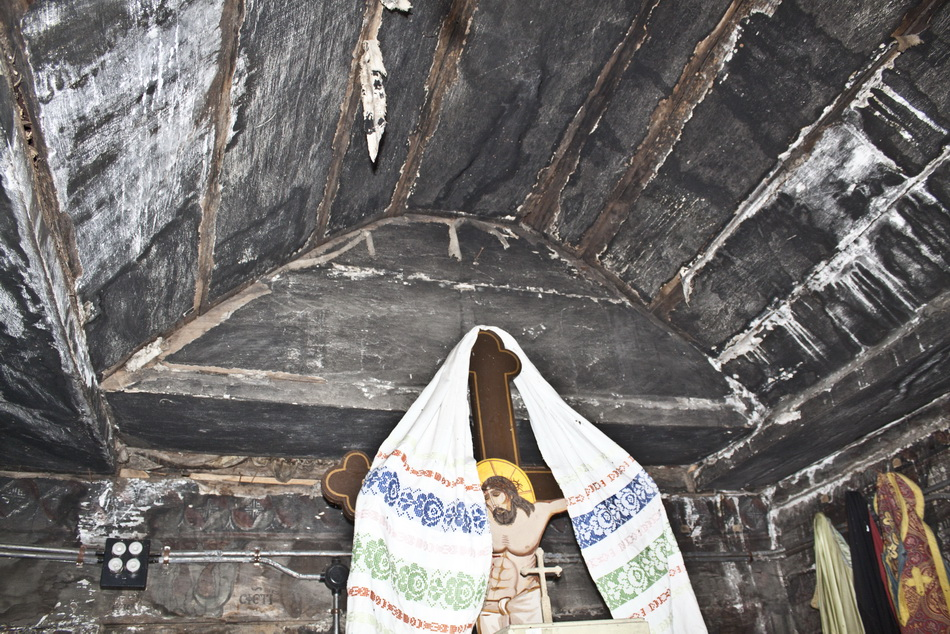
Bolta absidei
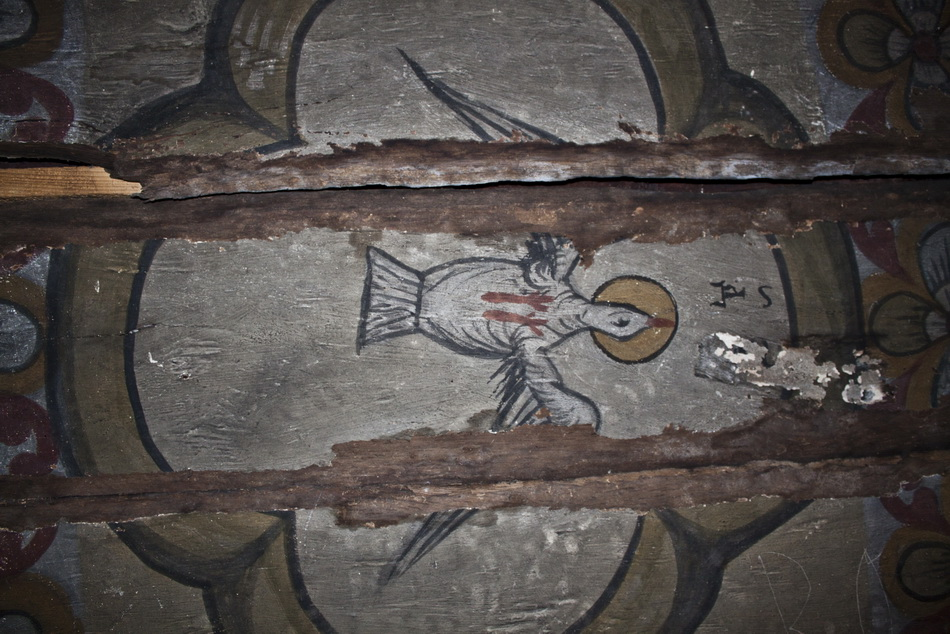
Sfântul duh
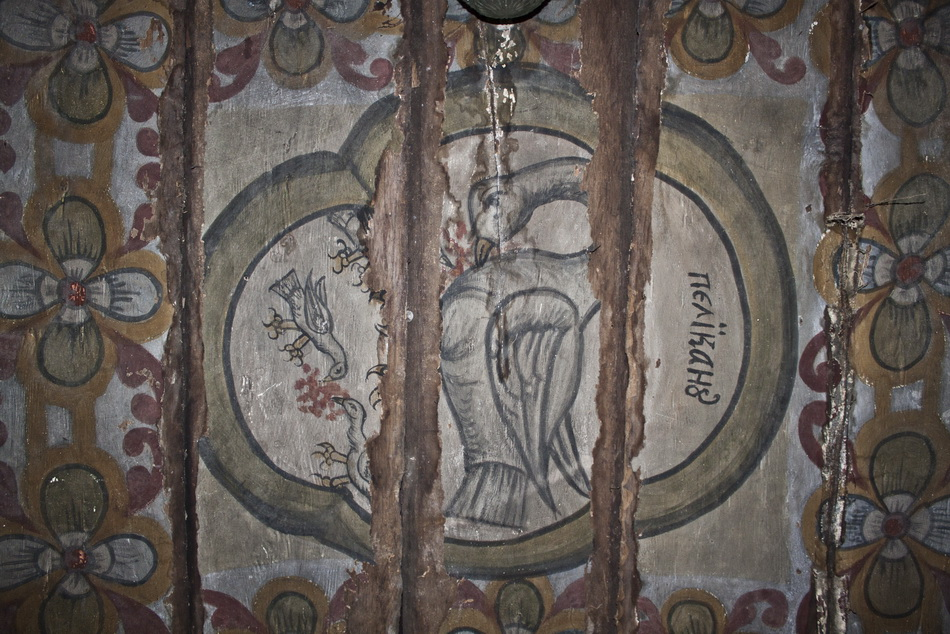
Pilda Pelicanului
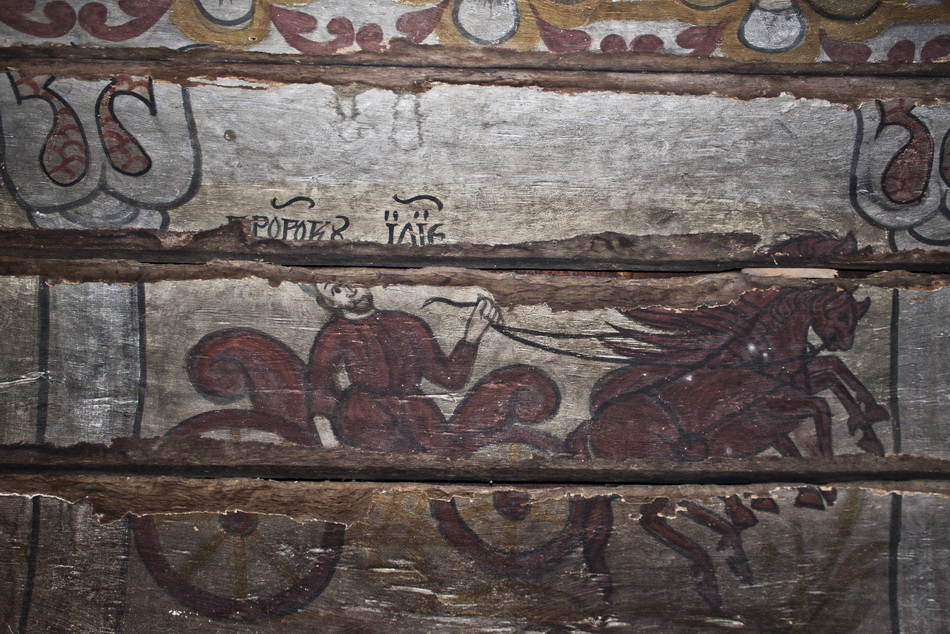
Sfântul proroc Ilie
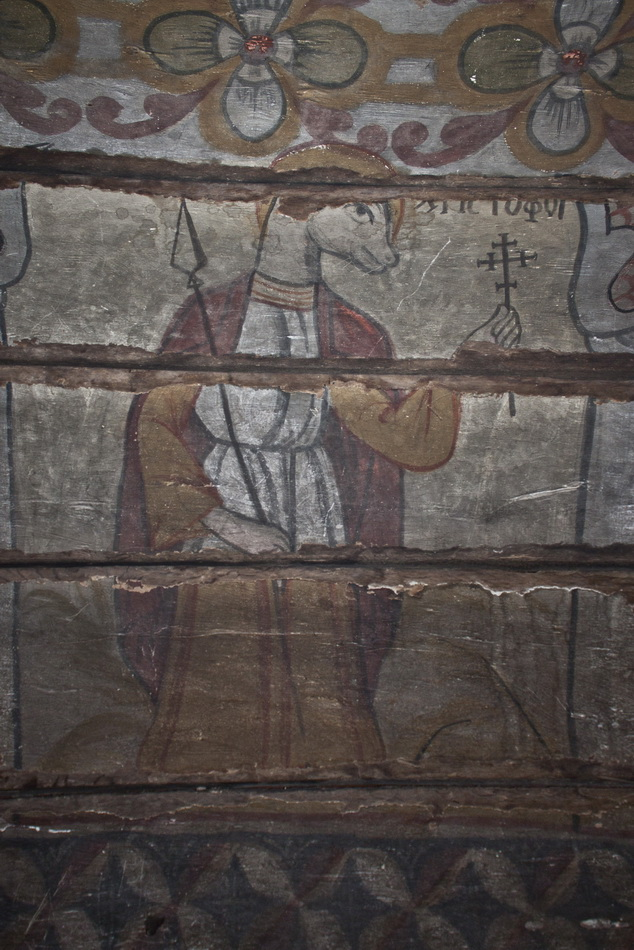
Sfântul Cristofor
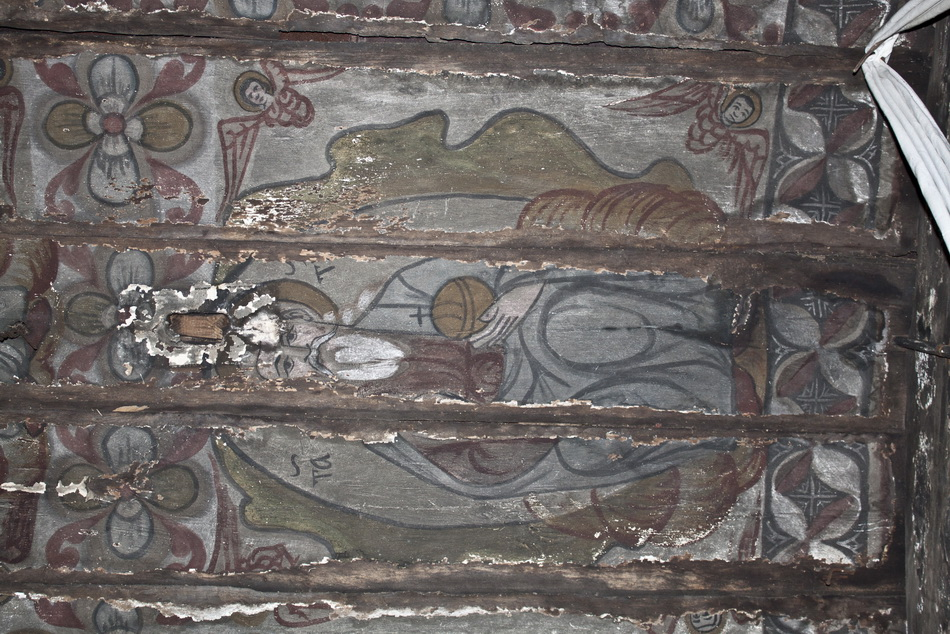
Dumnezeu Tatăl
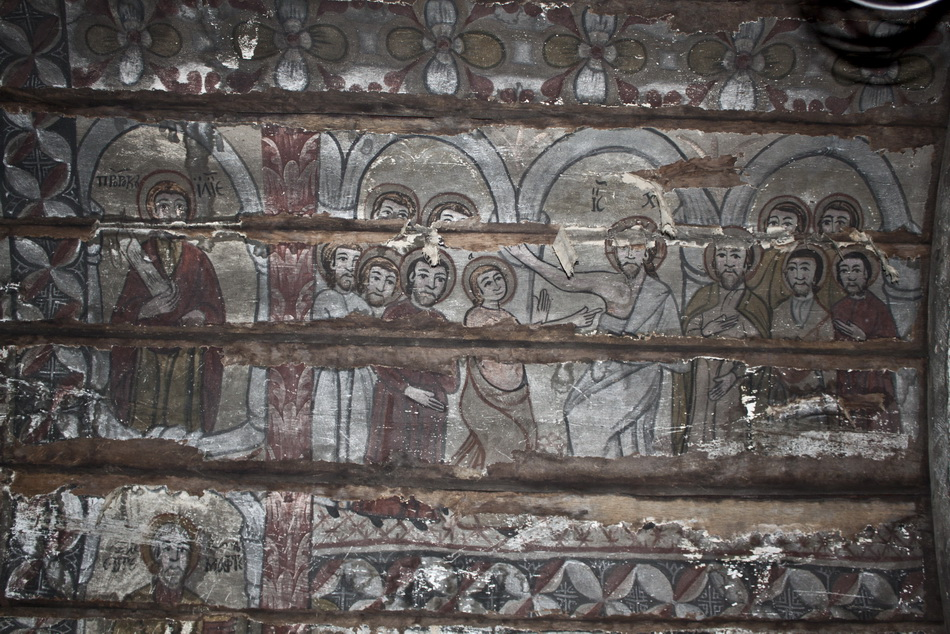
Pictura bolţii naosului - Apostolul Toma cercetează rana lui Isus Hristos
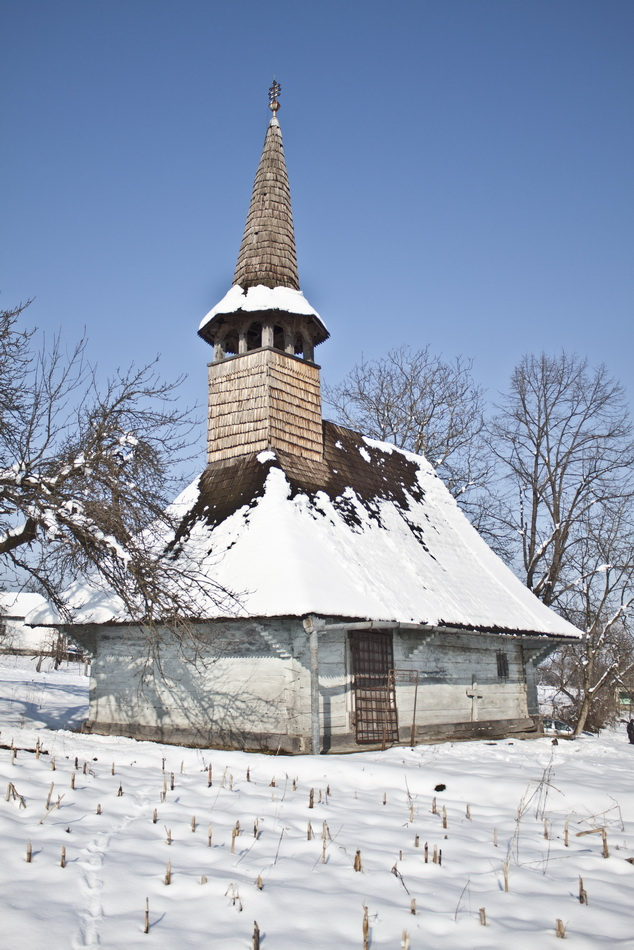
Biserica, văzută din sud-est
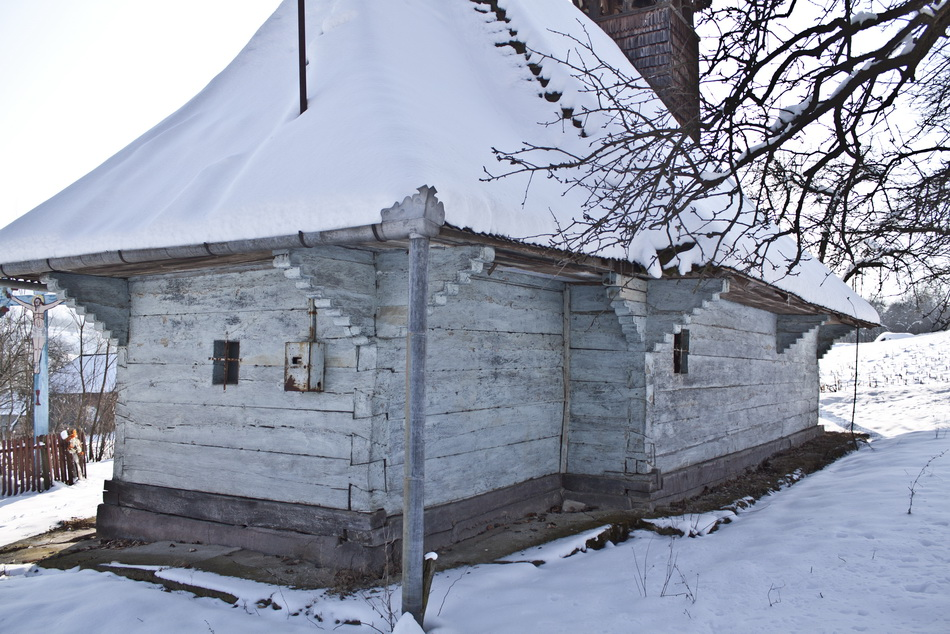
Absida altarului şi latura de nord a bisericii
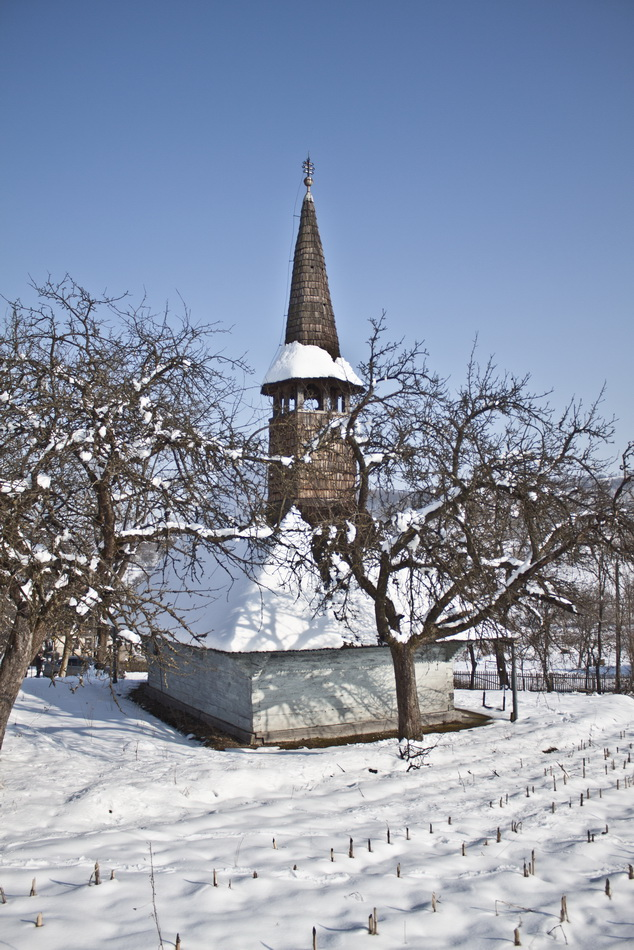
Printre merii bătrini, biserică văzută din nord-vest
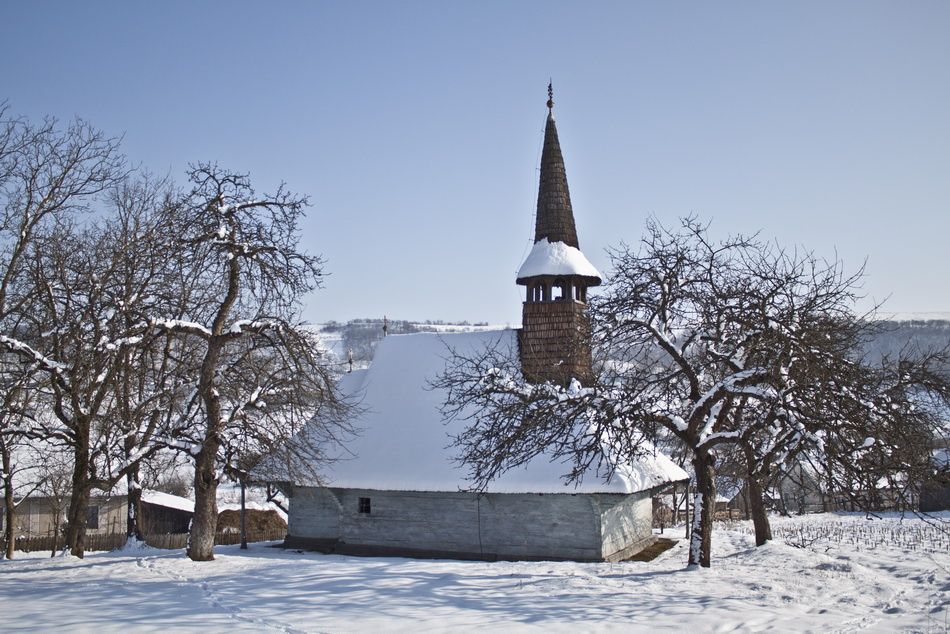
Vedere din nord
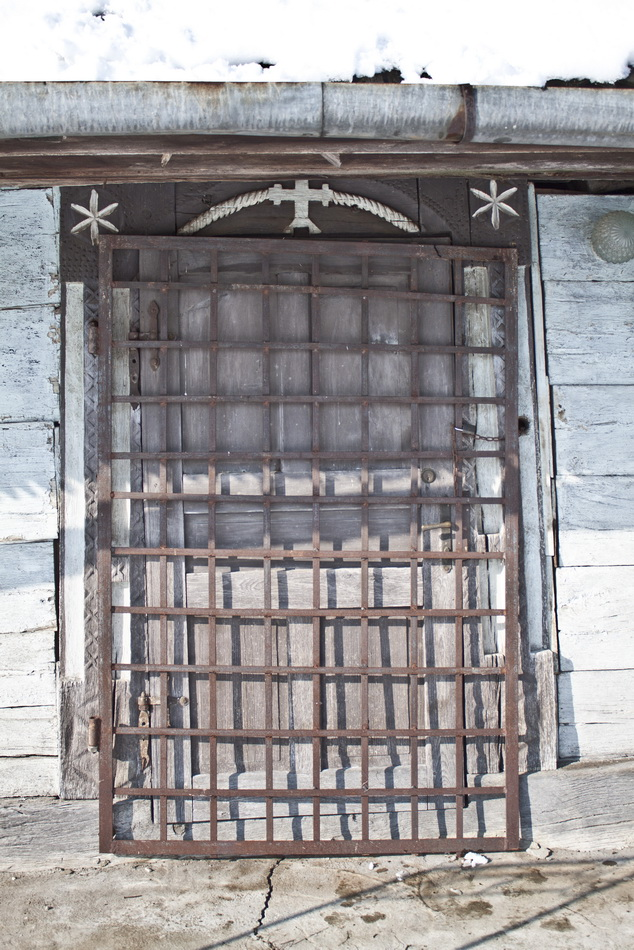
Intrarea în biserică
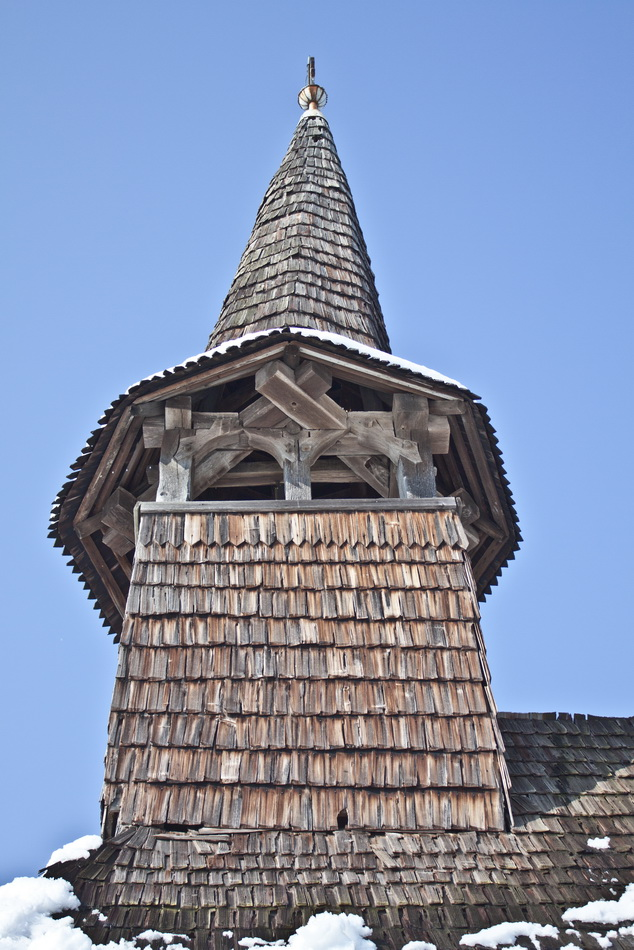
Turnul clopotniţă